# Markus Happe
Markus Happe (født 11. februar 1972 i Münster, Vesttyskland) er en tysk tidligere fodboldspiller (forsvarer).
Gennem sin karriere spillede Happe for de store Bundesliga-klubber Bayer Leverkusen, Schalke 04 og FC Köln. Med både Leverkusen og Schalke var han med til at vinde DFB-Pokalen.
Happe spillede ni kampe og scorede ét mål for det tyske U/21-landshold. Han repræsenterede dog aldrig landets A-landshold.

## Titler
DFB-Pokal
- 1993 med Bayer Leverkusen
- 2001 og 2002 med Schalke 04